# Talleres de Renfe de Valladolid
Los talleres de Renfe de Valladolid, oficialmente denominados Base de Mantenimiento Integral de Renfe de Valladolid, son la instalación dedicada a la reparación del material rodante ferroviario operativa en Valladolid (España) desde 1861, primero como uno de los dos talleres fundamentales de la Compañía de los Caminos de Hierro del Norte de España y, tras la guerra civil española, como taller de reparaciones de la Red Nacional de los Ferrocarriles Españoles y su sucesora Renfe Operadora.

## Historia

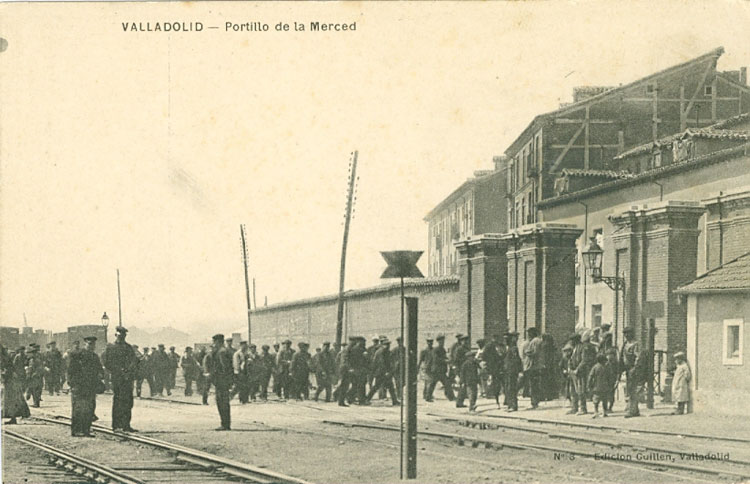
Viandantes cruzando el paso habilitado sobre las vías en el Portillo de la Merced, donde desde mediados del se ubica el túnel de Las Delicias

La historia de los talleres comienza en 1860, cuando llegó el primer tren a Valladolid en el transcurso de la construcción de la línea Madrid-Hendaya por Valladolid, así como su bifurcación desde Venta de Baños hasta Santander por Alar del Rey. La necesidad de establecer un taller de reparación de locomotoras y material rodante, llevó a la Compañía de los Caminos de Hierro del Norte de España a fijar los talleres de estas líneas en la ciudad vallisoletana. Durante décadas, fueron el mayor empleador industrial de Valladolid, pues en 1881 ya contaban con 1095 empleados en una ciudad de 70 000 habitantes. Inmediatamente después de la guerra civil, figuraban 2475 empleados en la plantilla de los talleres vallisoletanos de la recién creada Renfe, que alcanzó su mayor relevancia como empleador en la década de 1950, pues daba trabajo a cerca de 5000 trabajadores en sus talleres de la ciudad. Esta relevancia del sector ferroviario le ha dado un papel protagonista en el movimiento obrero vallisoletano y se ha señalado como un factor clave que contribuyó a la implantación de otras industrias relevantes en Valladolid, como es el caso de FASA-Renault.

## Ubicación

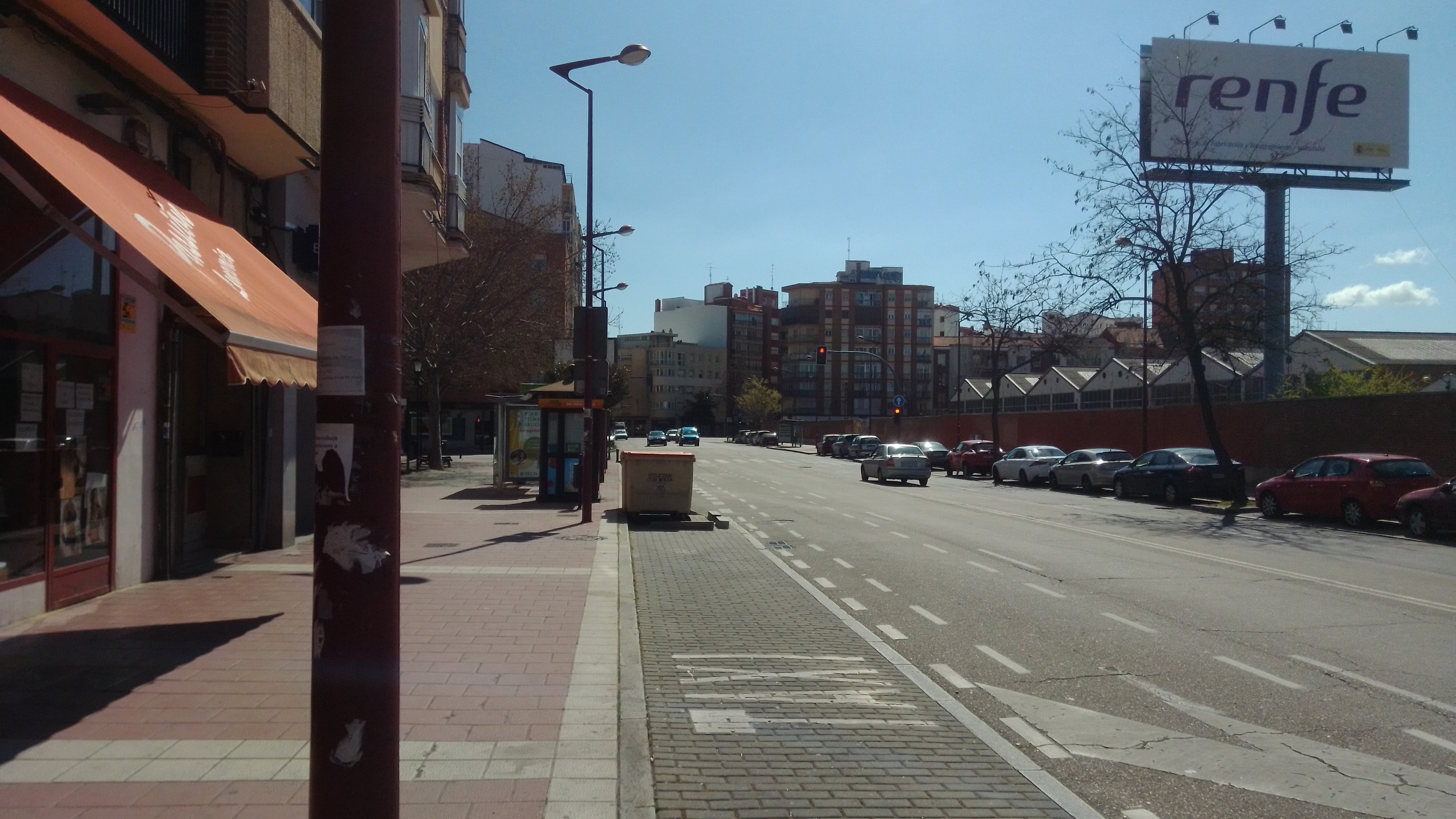
Los talleres de Renfe en 2020 en su ubicación original, desde el comienzo de la avenida de Segovia

El establecimiento de los talleres ferroviarios en Valladolid fue determinante en la configuración urbana de la ciudad. Su ubicación original, en el denominado pago de Vegafría en terrenos a las afueras del Portillo de la Merced (adyacentes al Convento de la Merced Descalza, demolido en 1812), provocó el nacimiento del barrio de Las Delicias, poblado en su mayoría por trabajadores del ferrocarril. Los talleres ocuparon unos terrenos situados en la parte trasera de la estación de Valladolid-Campo Grande, que llegaba hasta los confines de la carretera de Segovia (actual avenida de Segovia) en su parte oriental, al trazado de la carretera de Madrid (actual paseo del Arco de Ladrillo) en la parte occidental, y al inicio de la cañada que conducía hasta las Arcas Reales del viaje de aguas de Argales (actual calle del Arca Real). El complejo ferroviario anexo a la estación incluía también un depósito de locomotoras. Está previsto el derribo del antiguo complejo de los talleres y su urbanización, aunque determinados edificios serán preservados como parte del patrimonio industrial.
Los talleres se mantuvieron en este emplazamiento hasta que se trasladaron definitivamente en 2019 a su nueva ubicación en el páramo de San Isidro del término municipal vallisoletano. La nueva ubicación de la Base de Mantenimiento Integral contaba en el momento de su traslado con una superficie de 780 000 m² y una plantilla de 700 trabajadores.